# Eudicotiledònies
Les eudicotiledònies (Eudicotyledoneae) són un clade o grup monofilètic dins el sistema APG II de classificació de les plantes amb flor (angiospermes) del 2003.
Aquest clade inclou les plantes que en els sistemes antics de classificació eren en el grup que s'havia denominat dicotiledònies.
El prefix "eu-" ('veritable') indica que es tracta de veritables dicotiledònies.
Subdivisions
- eudicots:
eudicots superiors
rosids
eurosids I
eurosids II
asterids
euasterids I
euasterids II

Amb més detall (hi ha famílies i ordres que encara no han estat ubicades en la classificació i no es mostren):
- clade eudicots
família Buxaceae [+ família Didymelaceae]
família Sabiaceae
família Trochodendraceae [+ família Tetracentraceae]
ordre Ranunculales
ordre Proteales
clade eudicots superiors
família Aextoxicaceae
família Berberidopsidaceae
família Dilleniaceae
ordre Gunnerales
ordre Caryophyllales
ordre Saxifragales
ordre Santalales
clade rosids
família Aphloiaceae
família Geissolomataceae
família Ixerbaceae
família Picramniaceae
família Strassburgeriaceae
família Vitaceae
ordre Crossosomatales
ordre Geraniales
ordre Myrtales
clade eurosids I
família Zygophyllaceae [+ família Krameriaceae]
família Huaceae
ordre Celastrales
ordre Malpighiales
ordre Oxalidales
ordre Fabales
ordre Rosales
ordre Cucurbitales
ordre Fagales
clade eurosids II
família Tapisciaceae
ordre Brassicales
ordre Malvales
ordre Sapindales
clade asterids
ordre Cornales
ordre Ericales
clade euasterids I
família Boraginaceae
família Icacinaceae
família Oncothecaceae
família Vahliaceae
ordre Garryales
ordre Solanales
ordre Gentianales
ordre Lamiales
clade euasterids II
família Bruniaceae
família Columelliaceae [+ família Desfontainiaceae]
família Eremosynaceae
família Escalloniaceae
família Paracryphiaceae
família Polyosmaceae
família Sphenostemonacae
família Tribelaceae
ordre Aquifoliales
ordre Apiales
ordre Dipsacales
ordre Asterales

Nota: "+ ..." = família separada opcional, pot separar-se de la família precedent.